# Sehma (Fluss)
Die Sehma ist ein rechter Nebenfluss der Zschopau in Sachsen.

## Verlauf
Sie entsteht aus den beiden Quellbächen Weiße Sehma und Rote Sehma.
- Die Weiße Sehma entspringt im Erzgebirge am Fichtelberg (1214 m) und fließt parallel zur Zschopau nach Norden.[2]
- Oberhalb von Neudorf nimmt sie die von Kretscham-Rothensehma kommende, rechts einmündende Rote Sehma auf.

Die Sehma fließt in die Hauptrichtung nach Norden. Inmitten der Ortslage von Cranzahl mündet der Lampertsbach, der in der Talsperre Cranzahl angestaut wird, von rechts in die Sehma. Die Sehma mündet bei Wiesa in die Zschopau.

## Orte
Im Tal der vereinigten Sehma erstrecken sich die zur Gemeinde Sehmatal gehörigen langgezogenen Orte Neudorf, Cranzahl und Sehma. In der Doppelstadt Annaberg-Buchholz trennt sie die Stadtteile Buchholz (westlich) und Annaberg (östlich), die bis 1945 selbständige Städte waren.
Im Sehmatal liegt auch Frohnau mit dem bekannten Frohnauer Hammer. Oberhalb von Wiesa mündet die Sehma in die Zschopau.